# Pontchardon

Pontchardon este o comună în departamentul Orne, Franța. În 1 ianuarie 2022 avea o populație de 184 de locuitori.